# Іштіряково
Іштіря́ково (рос. Иштиряково, башк. Иштирәк) — присілок у складі Балтачевського району Башкортостану, Росія. Входить до складу Верхньоянактаєвської сільської ради.
Населення — 201 особа (2010; 269 у 2002).
Національний склад:
- башкири — 73 %
- татари — 26 %